# Parosteodes fictiliaria
Parosteodes fictiliaria är en fjärilsart som beskrevs av Achille Guenée 1858. Parosteodes fictiliaria ingår i släktet Parosteodes och familjen mätare. Inga underarter finns listade i Catalogue of Life.

## Bildgalleri

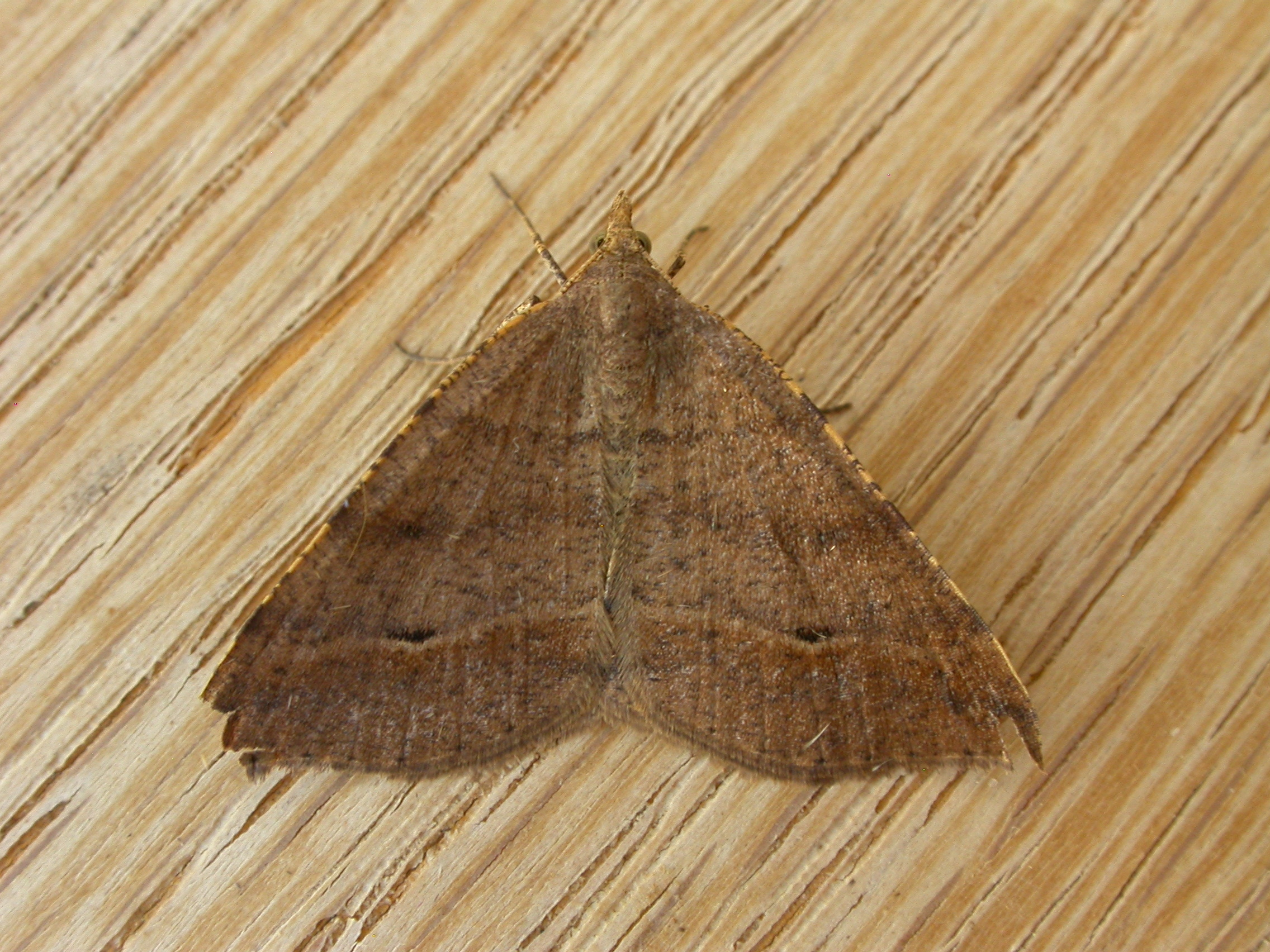
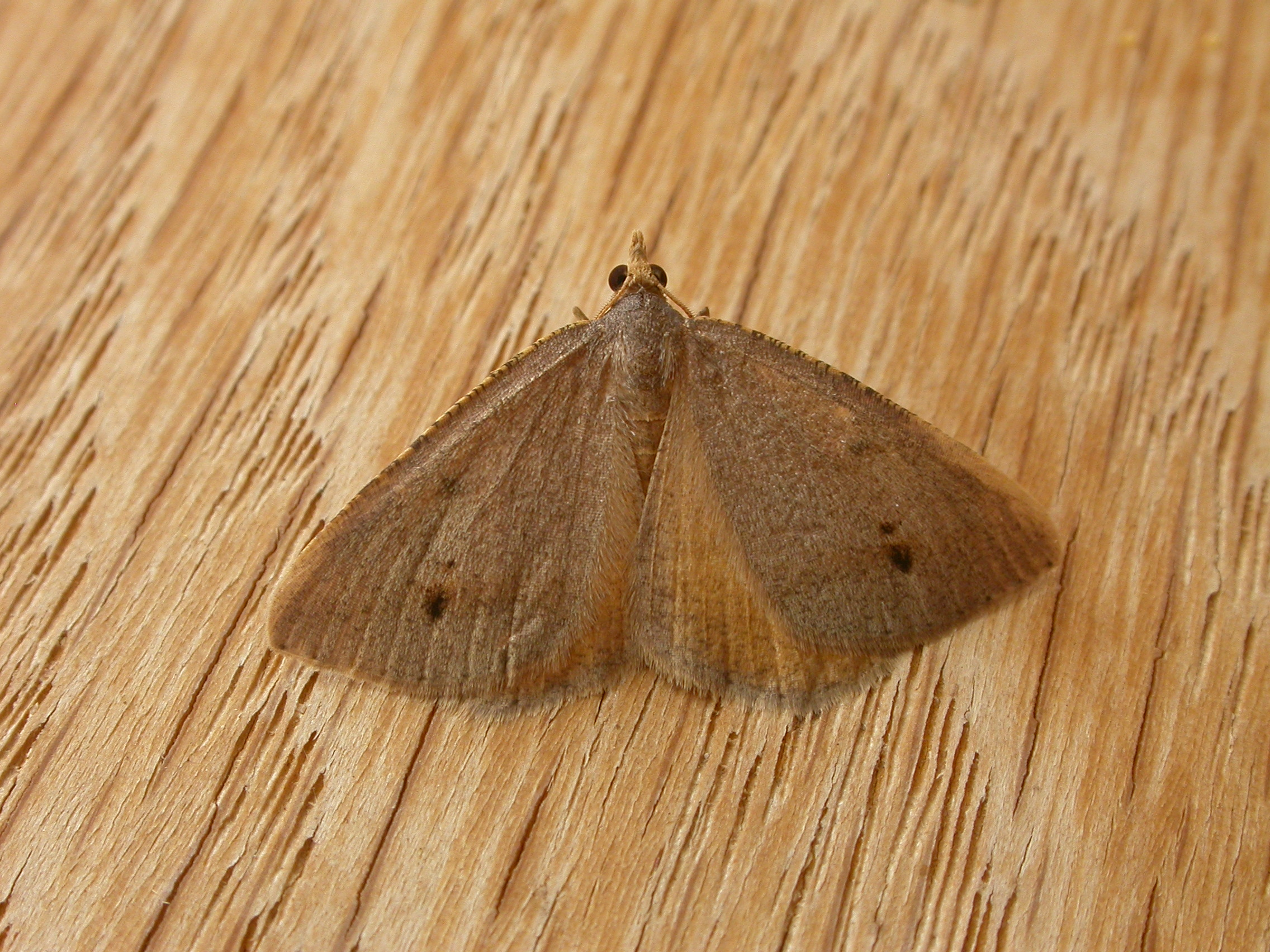